# Chris Mueller (Fußballspieler)
Christopher Matthew „Chris“ Mueller (* 29. August 1996 in Schaumburg, Illinois) ist ein US-amerikanischer Fußballspieler deutscher Herkunft. Der auf der Position des Rechtsaußen spielende Mueller steht bei Chicago Fire in der Major League Soccer unter Vertrag und ist Nationalspieler der USA.

## Karriere

### Verein
Chris Mueller wuchs in seiner Geburtsstadt Schaumburg auf und begann seine Karriere bei den Chicago Sockers. Von 2014 bis 2017 spielte er College-Fußball an der University of Wisconsin, wo er für die „Badgers“ in 75 regulären Saisonspielen 22 Tore erzielte. Neben seiner Zeit an der Universität absolvierte Mueller im Jahr 2016 zwei Spiele für Des Moines Menace in der USL League Two. 2017 gelangen ihm für den Chicago FC aus der gleichen Liga in neun Spielen vier Tore.
Mueller wurde als sechster Gesamtpick des MLS SuperDraft 2018 von Orlando City gedraftet. Sein Profidebüt gab er am 3. März 2018 bei einem 1:1-Unentschieden zum Saisonauftakt gegen D.C. United. Am 8. April 2018 erzielte Mueller beim 3:2-Sieg gegen die Portland Timbers sein erstes Profitor. Am 21. April 2018 erzielte Mueller das schnellste Tor in der Geschichte von Orlando City, als er 63 Sekunden gegen die San Jose Earthquakes traf, und später im Spiel seinen ersten Assist als Profi gab. Am Ende der Saison 2018 wurde Mueller Zweiter beim MLS Rookie of the Year Award hinter Corey Baird von Real Salt Lake. In der Regular Season wurde er letzter mit Orlando in der Eastern Conference. Im März 2019 gelang Mueller im ersten Spiel der neuen Saison erneut ein Tor, als er beim 2:2 gegen den New York City FC traf. Sein erstes Tor im US Open Cup erzielte er am 10. Juli 2019 gegen den gleichen Gegner bei einem 1:1-Viertelfinal-Unentschieden, bevor Orlando im Elfmeterschießen in sein erstes Halbfinale einzog. Im gleichen Monat war Mueller neben Nani und Sebas Méndez Teil des Orlando City-Teams, das die MLS All-Star Skills Challenge gewann. Im Halbfinale des Pokals verlor Orlando gegen den späteren Sieger Atlanta United, während in der Liga der vorletzte Platz heraussprang. Zum dritten Mal infolge erzielte Mueller 2020 im ersten Saisonspiel ein Tor. Bei einer 1:2-Auswärtsniederlage gegen Colorado Rapids traf er zwischenzeitlich zum Ausgleich. Er beendete die Saison 2020 als bester Torschütze von Orlando mit 10 Toren vor Nani (9) und Daryl Dike (8). Mit dem Team erreichte er das Conference-Halbfinale der Play-offs in der Eastern Conference, bis es eine Niederlage gegen New England Revolution gab. Im Juli 2021 überbot Mueller den Franchise-Rekord von Orlando, als er nach einem Spiel gegen Toronto FC den Kolumbianer Cristian Higuita als führender mit den meisten Einsätzen im Verein überbot. Noch im selben Monat gab Mueller bekannt, dass er seinen auslaufenden Vertrag am Ende der Saison 2021 nicht verlängern werde. Die Saison beendete Orlando mit einer Niederlage in der ersten Play-off-Runde gegen Nashville SC.
Im Januar 2022 wechselte Mueller nach Schottland zu Hibernian Edinburgh, nachdem er ein halbes Jahr zuvor einen Vorvertrag unterschrieben hatte.

### Nationalmannschaft
Chris Mueller debütierte im Dezember 2020 in der US-amerikanischen Nationalmannschaft gegen El Salvador. Dabei gelangen ihm beim 6:0-Sieg in Miami zwei Tore und eine Vorlage. Einen Monat später kam er zu seinem bis dato letzten Spiel für die USA gegen Trinidad und Tobago, in dem er ohne eigenes Tor blieb.